# Mortsel-Deurnesteenweg
Mortsel-Deurnesteenweg (ned: Station Mortsel-Deurnesteenweg) – przystanek kolejowy w Mortsel, w prowincji Antwerpia, w Belgii. Znajduje się na linii Bruksela - Antwerpia. Położony jest zaledwie kilkadziesiąt metrów od przystanku Mortsel, na linii 27.
Jest to jedyny przystanek lub stacja kolejowa na terenie Belgii, na którym zatrzymują się pociągi wyłącznie w czasie weekendu.

## Linie kolejowe
- 25 Bruksela - Antwerpia

## Połączenia
| Typ pociągu | Trasa                               | Częstotliwość  |
| ----------- | ----------------------------------- | -------------- |
| L           | Antwerpen-Centraal - Bruxelles Midi | Weekendy: 1x/h |